# Луций Юлий Либон Млади
Луций Юлий Либон Млади II (на латински: Lucius Julius Libo II) е предполагаем, вероятно несъществувал сенатор на Римската република през 3 век пр.н.е.
Произлиза от фамилията Юлии от Алба Лонга и вероятно чрез осиновяване има връзка с рода на Юлии Юлиите, които изчезват в началото на 4 век пр.н.е. и стават Юлии Цезари (Iulii Caesares), които се проявяват в края на Втората пуническа война.
Луций II е син на Луций Юлий Либон, който е консул през 267 пр.н.е. Той е баща на Нумерий Юлий Цезар (роден преди 300 пр.н.е.).